# إرنست بوولنجر
إرنست بوولنجر (بالفرنسية: Ernest Boulanger) (و. 1831 – 1907 م) هو عالم اقتصاد، وسياسي، ودبلوماسي، من فرنسا، توفي في باريس، عن عمر يناهز 76 عاماً.

## مناصب
تولى منصب عضو مجلس الشيوخ في الجمهورية الفرنسية الثالثة.